# Salives
Salives [saliv] ist eine französische Gemeinde mit 196 Einwohnern (Stand 1. Januar 2022) im Département Côte-d’Or in der Region Bourgogne-Franche-Comté (vor 2016 Bourgogne). Sie gehört zum Arrondissement Dijon und zum Kanton Is-sur-Tille. Einwohner der Gemeinde werden Salivois genannt.

## Geographie
Salives liegt etwa 40 Kilometer nördlich von Dijon auf dem Plateau von Langres. Umgeben wird Salives von den Gemeinden Minot im Norden, Fraignot-et-Vesvrotte im Nordosten, Barjon und Le Meix im Osten, Poiseul-lès-Saulx und Courtivron im Südosten, Moloy und Frénois im Süden, Léry im Südwesten sowie Échalot im Westen.
Im Südwesten der Gemeinde liegt die militärische Kernforschungsanlage Valduc.

## Bevölkerungsentwicklung
| Jahr                       | 1962 | 1968 | 1975 | 1982 | 1990 | 1999 | 2006 | 2013 | 2019 |
| Einwohner                  | 329  | 346  | 286  | 229  | 180  | 232  | 259  | 228  | 208  |
| Quellen: Cassini und INSEE |      |      |      |      |      |      |      |      |      |

## Sehenswürdigkeiten
- Kirche Saint-Martin aus dem 11. Jahrhundert
- Reste des Donjon aus dem 11. Jahrhundert
- Reste der Ortsbefestigung
- Gebäude des Tempelritterordens
- Kapelle Saint-Auber-de-Prégelan

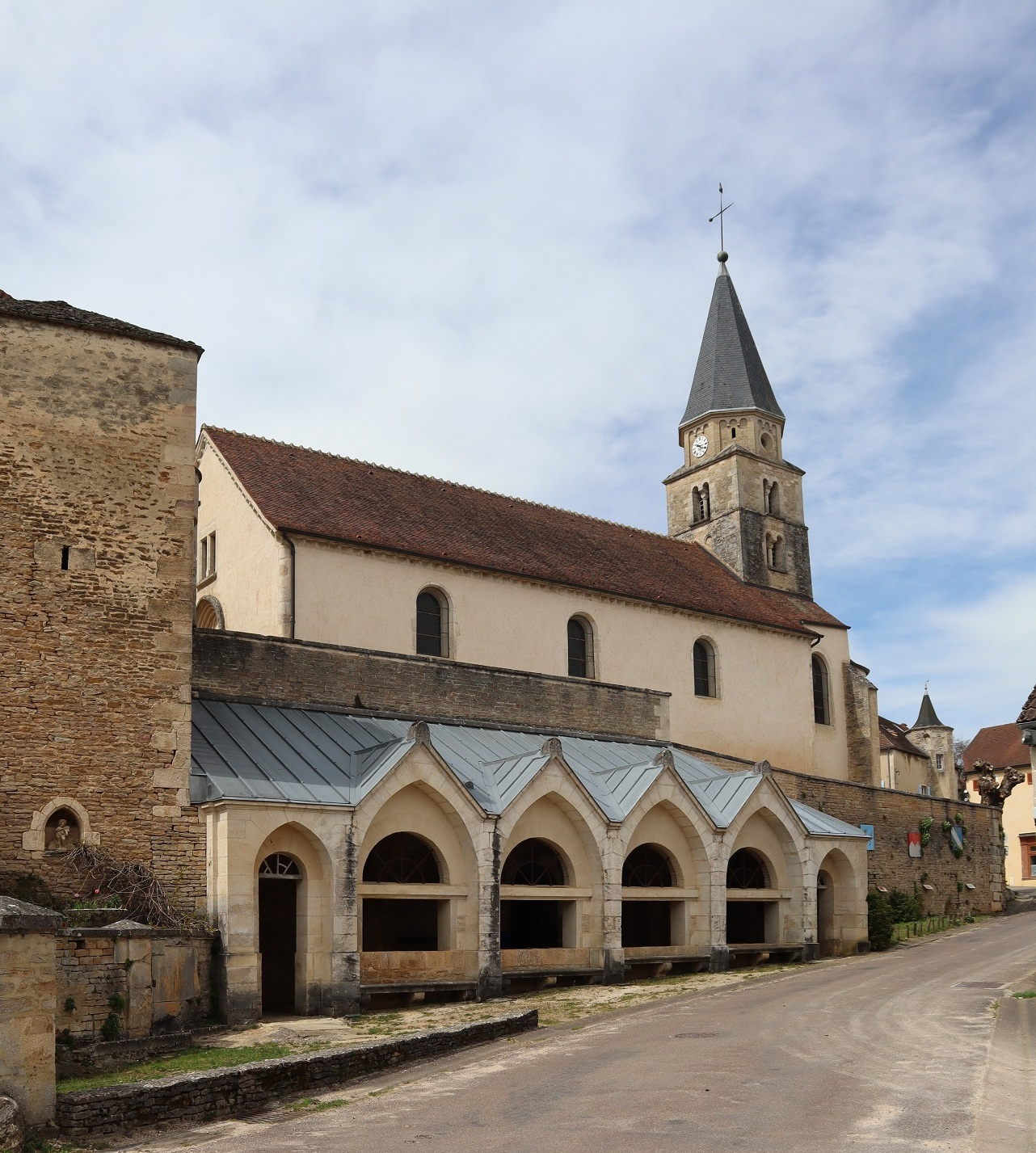
Lavoir und Kirche Saint-Martin
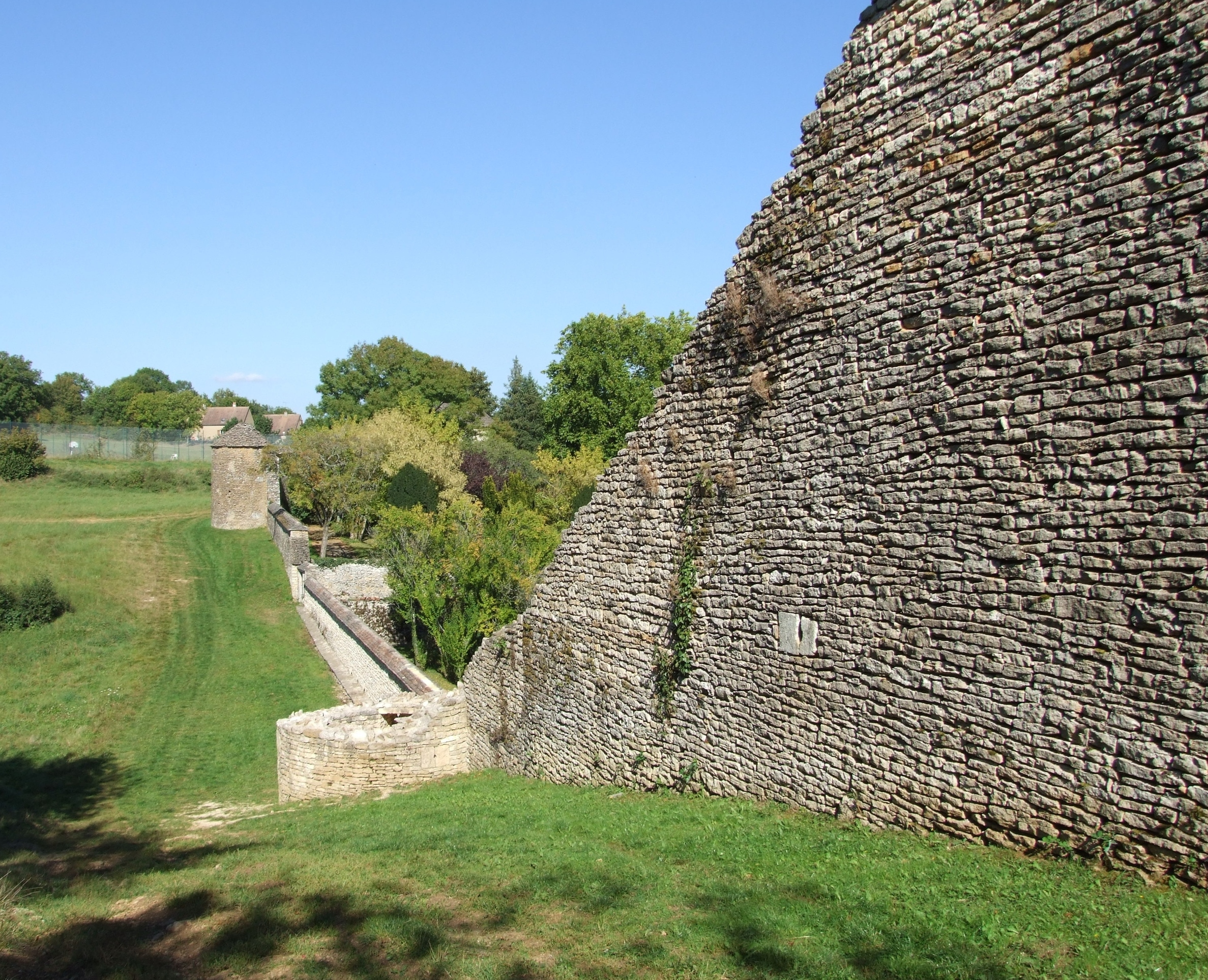
Reste der Ortsbefestigung
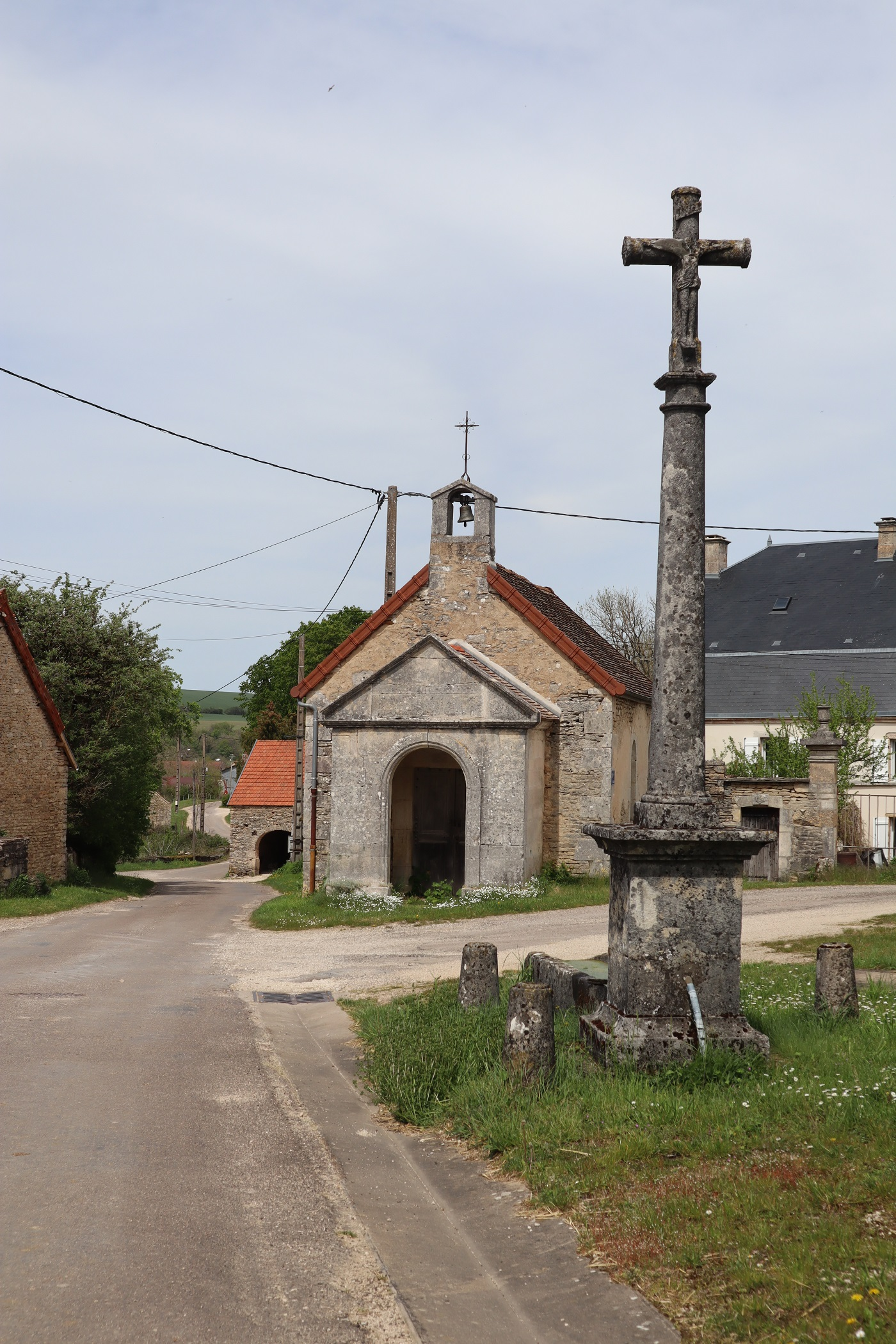
Kapelle Saint-Auber-de-Prégelan
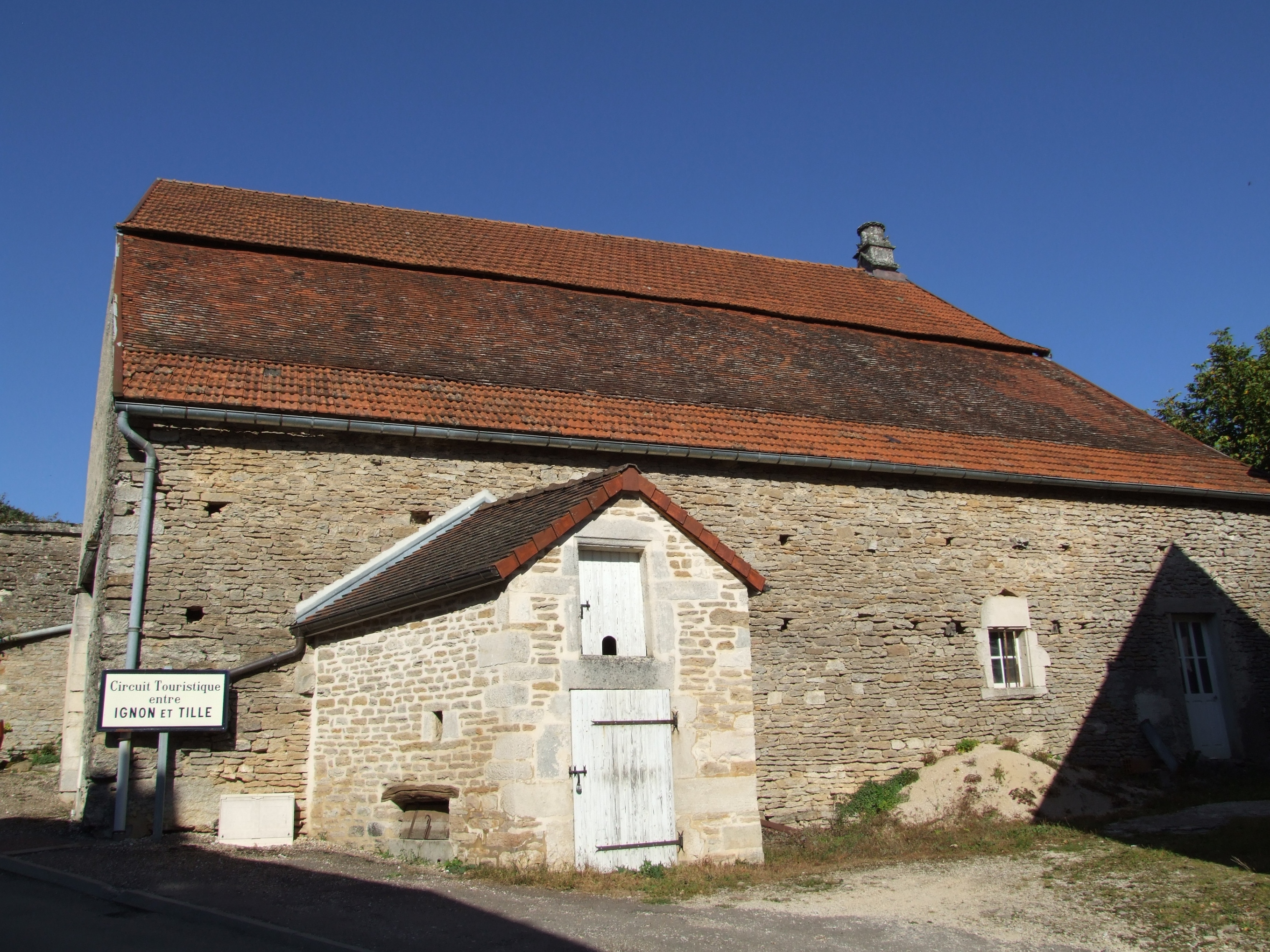
Gebäude des Tempelritterordens

## Persönlichkeiten
- Jeanne Arnould-Plessy (1819–1897), Schauspielerin, hier begraben